# Syzygium benguellense
Syzygium benguellense är en myrtenväxtart som först beskrevs av Friedrich Welwitsch och William Philip Hiern, och fick sitt nu gällande namn av Adolf Engler. Syzygium benguellense ingår i släktet Syzygium och familjen myrtenväxter.
Artens utbredningsområde är Angola. Inga underarter finns listade i Catalogue of Life.